# Trentatré Orientali

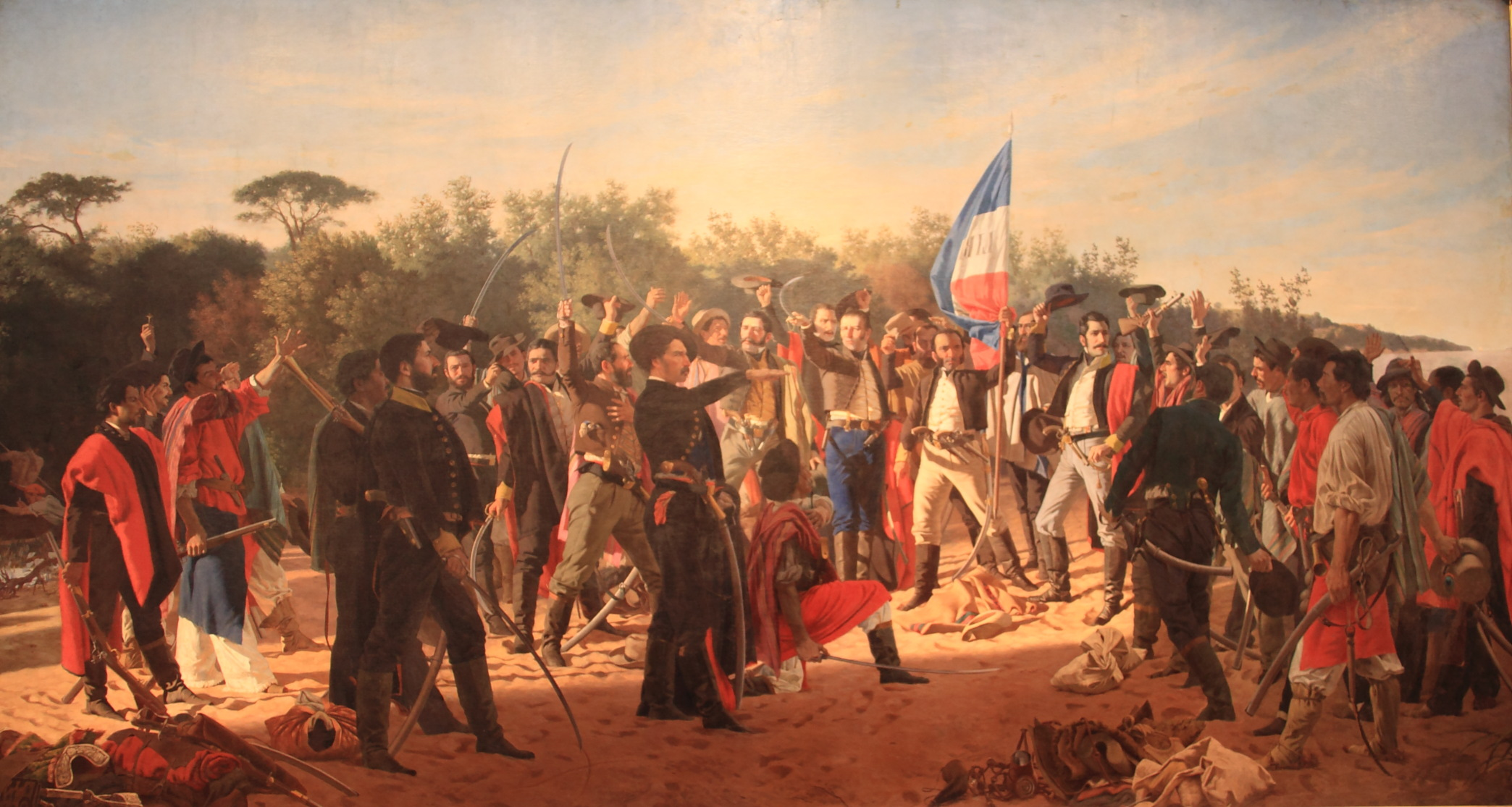
Il Giuramento dei Trentatré Orientali, olio di Juan Manuel Blanes.

I Trentatré Orientali (in spagnolo Treinta y tres Orientales) erano un gruppo di uomini comandati da Juan Antonio Lavalleja, che ha iniziato una spedizione dall'Argentina, per liberare il territorio dell'Uruguay nel 1825, che era stato conquistato dal Brasile sotto il nome di Provincia Cisplatina.

## Quanti e chi furono i Trentatré Orientali

La Bandiera dei Trentatré Orientali.

Il numero dei componenti della spedizione del 1825 è stata oggetto di diverse controversie a partire dall'esistenza di varie liste di membri della spedizione, pubblicate tra il 1825 e il 1832. Sebbene il numero di trentatré sia ufficialmente accettato, i nomi differiscono da un elenco all'altro; inoltre, i redattori di tali liste fecero confusione a causa dei soprannomi; si aggiunga anche che a causa della diserzione di alcuni di essi, alcuni nomi furono esclusi posteriormente.
Infine, è necessario specificare che non tutti erano orientali (della Provincia Orientale  del fiume Uruguay, l'odierno Uruguay), ma tra le loro file si contavano vari isolani argentini del Paraná e addirittura paraguaiani.
È rilevante lo sfondo culturale dell'organizzazione dei libertadores, giacché tutti loro appartenevano alla loggia "Los Caballeros Orientales", fatto simboleggiato dal numero 33, grado supremo della massoneria.